# Базон, Адрьяна
Адрьяна Базон (рум. Adriana Bazon; род. 5 июля 1963, Copălău, Ботошани), в девичестве Келариу (рум. Chelariu) — румынская гребчиха, выступавшая за сборную Румынии по академической гребле в 1980-х и 1990-х годах. Серебряная призёрка летних Олимпийских игр в Лос-Анджелесе, серебряная и бронзовая призёрка Олимпийских игр в Сеуле, серебряная призёрка Олимпийских игр в Барселоне, трёхкратная чемпионка мира, победительница и призёрка многих регат национального значения.

## Биография
Адрьяна Келариу родилась 5 июля 1963 года в коммуне Копэлэу, жудец Ботошани, Румыния. Занималась академической греблей в Бухаресте в столичном гребном клубе «Динамо».
Дебютировала на взрослом международном уровне в сезоне 1981 года, когда вошла в основной состав румынской национальной сборной и выступила на чемпионате мира в Мюнхене, где заняла четвёртое место в зачёте парных двоек.
В 1983 году на мировом первенстве в Люцерне стала четвёртой в парных четвёрках с рулевой.
Благодаря череде удачных выступлений удостоилась права защищать честь страны на летних Олимпийских играх в Лос-Анджелесе (будучи страной социалистического лагеря, формально Румыния бойкотировала эти соревнования по политическим причинам, однако румынским спортсменам всё же разрешили выступить на Играх частным порядком). Здесь Келариу стартовала в составе распашного экипажа, куда также вошли гребчихи Луча Саука, Марьоара Трашкэ, Анета Михай, Аурора Плешка, Камелия Дьяконеску, Михаэла Армэшеску, Дойна Шнеп-Бэлан и рулевая Вьорика Йожа — в финале восьмёрок пришла к финишу второй позади экипажа из Соединённых Штатов и тем самым завоевала серебряную олимпийскую медаль.
После лос-анджелесской Олимпиады Адрьяна Келариу осталась в гребной команде Румынии на ещё один олимпийский цикл и продолжила принимать участие в крупнейших международных регатах. Так, в 1985 году она отправилась представлять страну на мировом первенстве в Хазевинкеле, где выиграла бронзовую медаль в восьмёрках.
В 1986 году на чемпионате мира в Ноттингеме вновь стала бронзовой призёркой в той же дисциплине.
На мировом первенстве 1987 года в Копенгагене дважды поднималась на верхнюю ступень пьедестала почёта, была лучшей в четвёрках и восьмёрках.
Находясь в числе лидеров румынской национальной сборной, благополучно прошла отбор на Олимпийские игры 1988 года в Сеуле — на сей раз взяла бронзу в четвёрках и серебро в восьмёрках. Начиная с этого времени выступала на соревнованиях под фамилией мужа Базон.
В 1989 году выступила на мировом первенстве в Бледе, где выиграла бронзовую медаль в безрульных четвёрках и золотую медаль рулевых восьмёрках, став таким образом трёхкратной чемпионкой мира по академической гребле.
В 1991 году на чемпионате мира в Вене заняла пятое место в безрульных двойках и завоевала бронзовую медаль в рулевых восьмёрках. 
Представляла страну на Олимпийских играх 1992 года в Барселоне, где показала пятый результат в программе безрульных четвёрок и выиграла серебряную медаль в рулевых восьмёрках. Вскоре по окончании этих соревнований приняла решение завершить спортивную карьеру.